# James Harris (Gelehrter)

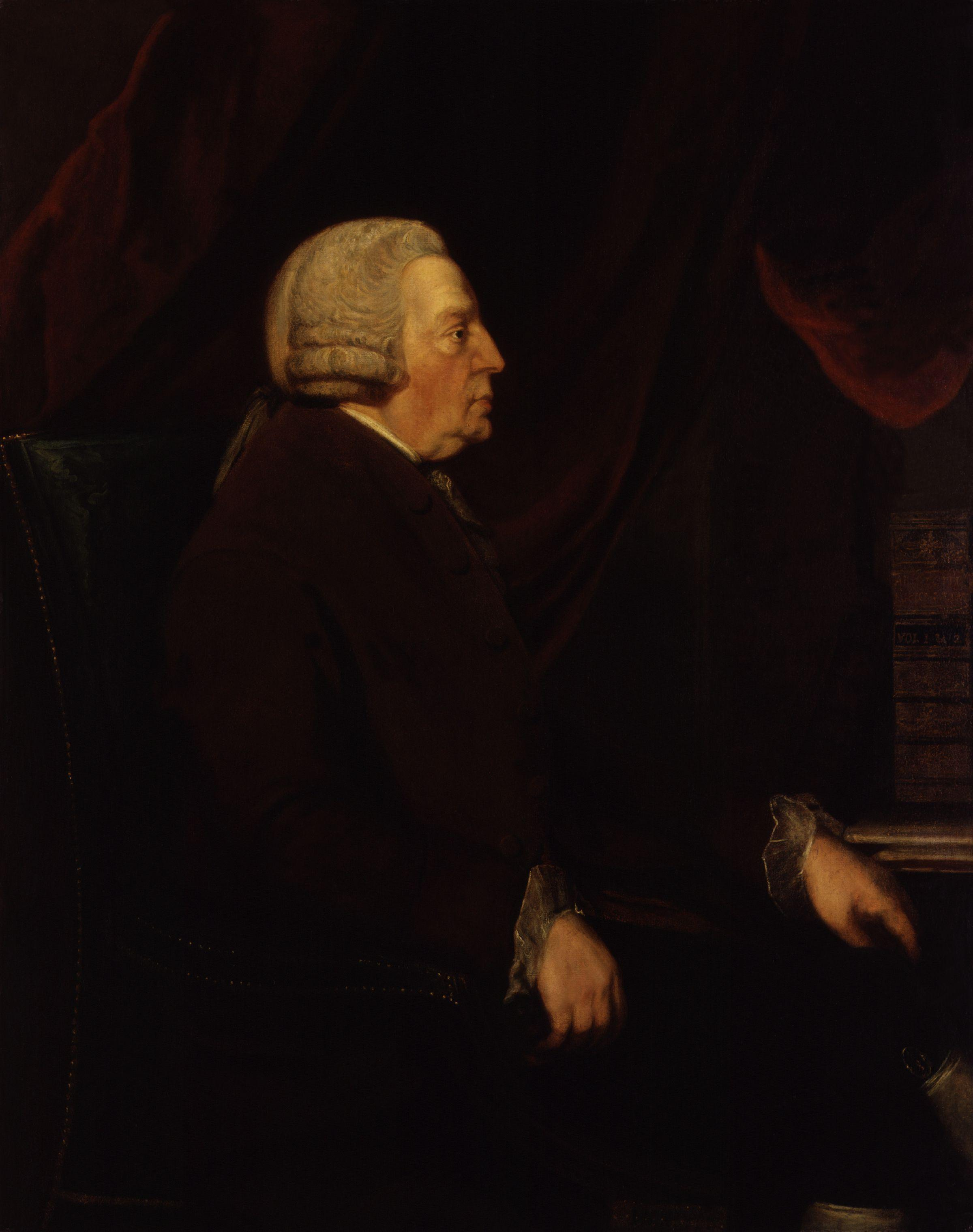
James Harris

James Harris (* 20. Juli 1709 in Close bei Salisbury; † 22. Dezember 1780) war ein englischer Gelehrter und Politiker.

## Leben
Er war der älteste Sohn des James Harris (1674–1731) aus dessen zweiter Ehe mit Lady Elizabeth Ashley-Cooper (um 1682–1744), Tochter des Anthony Ashley Cooper, 2. Earl of Shaftesbury. 
Er studierte am Wadham College der Universität Oxford und an der Lincoln’s Inn. Als sein Vater 1731 starb, erbte er ein erhebliches Vermögen, das ihm finanzielle Unabhängigkeit ermöglichte. 
1744 veröffentlichte Harris drei Abhandlungen über Kunst und Glückseligkeit, deren erste, ein neuplatonischer Dialog mit einem ausländischen Gast über Kunst, unter dem Einfluss seines Onkels, des 3. Earl of Shaftesbury, steht und seinem Cousin, dem 4. Earl of Shaftesbury, gewidmet ist.
Von 1761 bis zu seinem Tod war er als Abgeordneter für das Borough Christchurch Mitglied des britischen House of Commons.
Er wurde 1762 Lord der Admiralität, war von 1763 bis 1765 Lord of the Treasury und ab 1774 Sekretär der Königin Charlotte. Er war Fellow der Royal Society und Treuhänder des British Museum.
Er war ein Freund der Musik und war ein persönlicher Freund von Georg Friedrich Händel.

## Werk
Three Treatises. The First Concerning Art. The Second Concerning Music, Painting, and Poetry. The Third Concerning Happiness (London 1744). 
Von Bedeutung ist besonders das philosophisch-grammatische Werk Hermes, or a philosophical inquiry concerning language and universal grammar (London 1751, 5. Aufl. 1806; deutsch von Ewerbeck, Halle 1788).
Nach seinem Tod erschienen: Philological inquiries (London 1781, 2 Bände; deutsch von Jenisch, Berl. 1789). Eine Gesamtausgabe seiner Werke mit Biographie besorgte sein Sohn, Lord Malmesbury (London 1801, 2 Bände).

## Ehe und Nachkommen
Am 8. Juli 1745 heiratete er Elizabeth Clarke, mit der er zwei Kinder hatte:
- Catherine Gertrude Harris († 1834) ⚭ Hon. Frederick Robinson, Sohn des Thomas Robinson, 1. Baron Grantham;
- James Harris, 1. Earl of Malmesbury (1746–1820) ⚭ Harriot Mary Amyand.